# Baldur's Gate
Baldur's Gate er et computerrollespil, udviklet af BioWare og udgivet i 1998 af Interplay Entertainment. Spillet var meget succesfuldt og huskes af mange fans verden over som det bedste computer RPG der nogen sinde er blevet lavet. I dag bruges BG ofte som arkivmeter til måle andre RPG.[kilde mangler]
Det blev fulgt op af udvidelsen Baldur's Gate: Tales of the Sword Coast. Derefter fulgte Baldur's Gate II: Shadows of Amn og slutningen på trilogien Baldur's Gate II: Throne of Bhaal. Der er dog et tredje spil udgivet af Larian Studios i 2023, kaldet Baldur's Gate 3, hvis handling foregår omkring 120 år efter trilogiens afslutning.

## Remake
I 2012 udgav Atari Baldur's Gate: Enhanced Edition, der indeholdt det første spil og udvidelsespakken. De forventer at udgive Baldur's Gate II: Enhanced Edition, der vil indeholde både Shadow of Amn og Throne of Bhaal i 2013. De er begge udviklet af Overhaul Games, som er en underafdeling af Beamdog.